# Андерлехт (футбольний клуб)
«Андерлехт» (англ. Royal Sporting Club Anderlecht — укр. Королівський футбольний клуб «Андерлехт») — професіональний бельгійський футбольний клуб з комуни Андерлехт Брюссельського столичного регіону. Найуспішніший клуб в історії бельгійського футболу. У своєму активі має 5 перемог в європейських кубкових турнірах і 33 в національному чемпіонаті.
Хоча клуб засновано у 1908 році, свій перший національний чемпіонат команда виграла тільки після Другої світової війни у 1947 році. У роки Першої світової війни клуб дістав могутнього патрона — підприємця Еміля Версе. Існує думка, що саме він обрав клубові кольори.

## Історія
Клуб засновано 27 травня 1908 року в розташованому на території комуни Андерлехт кафе «Конкордія». У 1913 році команда потрапила до другого дивізіону національного чемпіонату і посіла там четверте місце. 1917 року для клубу була побудована арена «Констант Ванден Сток», на якій команда виступає і донині. У роки першої світової у команди з'явився могутній патрон — промисловець Еміль Версе. Він вибрав для команди фіолетовий і білий кольори форми. У 1921 році «Андерлехт» вперше пробився у вищий дивізіон чемпіонату Бельгії і посів 12-е місце, але протягом наступного десятиліття клуб знаходився внизу турнірної таблиці або балансував між дивізіонами.
1947 року «Андерлехт» вперше виграв чемпіонський титул. Відтоді фіолетові жодного разу не опускались нижче 6 місця, остаточно перетворилися на одну з провідних футбольних команд Бельгії та регулярно фінішували на першому місці турнірної таблиці. У період з 1963 по 1968 рік клуб встановив національний рекорд, п'ять разів поспіль вигравши золото чемпіонату країни. Клуб став базовим для національної збірної країни.
Виступаючи на європейській арені, клуб також досягав чималих успіхів. У сезоні 1982/83 «Андерлехт» завоював Кубок УЄФА, а також доходив до фіналів цього турніру в 1970 і 1984 роках. Також «Андерлехт» двічі завойовував Суперкубок УЄФА (1976 і 1978 року) і Кубок Кубків (у сезонах 1975/76 і 1977/78).

## Склад команди
Станом на 27 липня 2025
| №  | Поз. | Нац.       | Гравець             |
| -- | ---- | ---------- | ------------------- |
| 3  | ЗХ   | Данія      | Лукас Гей           |
| 4  | ЗХ   | Сербія     | Ян-Карло Симич      |
| 5  | ЗХ   | Сенегал    | Мусса Н'Діає        |
| 6  | ЗХ   | Швеція     | Людвіг Аугустінссон |
| 7  | ПЗ   | Сенегал    | Ілай Камара         |
| 8  | ПЗ   | Нідерланди | Седрік Гатенбур     |
| 9  | НП   | Сербія     | Михайло Цветкович   |
| 10 | ПЗ   | Бельгія    | Ярі Версхарен       |
| 11 | НП   | Бельгія    | Торган Азар         |
| 12 | НП   | Данія      | Каспер Дольберг     |
| 13 | ПЗ   | Канада     | Натан Саліба        |
| 16 | ВР   | Данія      | Мадс Кіккенборг     |
| 17 | ПЗ   | Бельгія    | Тео Леоні           |
| 18 | ПЗ   | Гана       | Маджид Ашимеру      |
| 19 | НП   | Еквадор    | Нільсон Ангуло      |

| №  | Поз. | Нац.       | Гравець          |
| -- | ---- | ---------- | ---------------- |
| 20 | НП   | Аргентина  | Луїс Васкес      |
| 21 | ПЗ   | Мексика    | Сесар Уерта      |
| 22 | НП   | Марокко    | Ельєсс Дао       |
| 23 | ПЗ   | Бельгія    | Матс Рітс        |
| 24 | ПЗ   | Нідерланди | Енрік Льянсана   |
| 25 | ЗХ   | Бельгія    | Тома Фоке        |
| 26 | ВР   | Бельгія    | Колін Косеманс   |
| 29 | ПЗ   | Бельгія    | Маріо Струйкенс  |
| 54 | ЗХ   | Бельгія    | Кілліан Сарделла |
| 55 | ПЗ   | Бельгія    | Марко Кана       |
| 62 | НП   | Японія     | Кейсуке Гото     |
| 63 | ВР   | Бельгія    | Тімон Вангаутте  |
| 74 | ПЗ   | Бельгія    | Натан Де Кат     |
| 79 | ЗХ   | Марокко    | Алі Маамар       |
| 83 | ПЗ   | Бельгія    | Трістан Дегреф   |

## Досягнення
Чемпіонат Бельгії:
- Чемпіон (34): 1947, 1949, 1950, 1951, 1954, 1955, 1956, 1959, 1962, 1964, 1965, 1966, 1967, 1968, 1972, 1974, 1981, 1985, 1986, 1987, 1991, 1993, 1994, 1995, 2000, 2001, 2004, 2006, 2007, 2010, 2012, 2013, 2014, 2017
- Віце-чемпіон (20): 1944, 1948, 1953, 1957, 1960, 1976, 1977, 1978, 1979, 1982, 1983, 1984, 1989, 1990, 1992, 1996, 2003, 2005, 2008, 2009, 2016

Кубок Бельгії:
- Володар (9): 1965, 1972, 1973, 1975, 1976, 1988, 1989, 1994, 2008
- Фіналіст (6): 1966, 1977, 1997, 2015, 2022, 2025

Суперкубок Бельгії:
- Володар (13): 1985, 1987, 1993, 1995, 2000, 2001, 2006, 2007, 2010, 2012, 2013, 2014, 2017

Кубок бельгійської ліги:
- Володар (3): 1973, 1974, 2000

Кубок володарів кубків:
- Володар (2): 1976, 1978

Кубок УЄФА:
- Володар (1): 1983
- Фіналіст (1): 1984

Суперкубок УЄФА:
- Володар (2): 1976, 1978